# محمد سالم (لاعب كرة قدم لبناني)
محمد خضر سالم (2 فبراير 1995) هو لاعب كرة قدم لبناني يلعب كلاعب خط وسط لنادي النجمة.

## مهنة النادي
انضم محمد إلى النجمة في الدوري اللبناني الممتاز في 29 يوليو 2019 قادماً من شباب الساحل. في 10 مارس 2020، تعرض لإصابة في الرباط الصليبي الأمامي؛ وخضع لعملية جراحية في 7 مايو. وفي 12 يوليو 2021، سجل ثنائية في مرمى الصفاء في مرحلة المجموعات بكأس النخبة اللبنانية 2021.

## الحياة الشخصية
في 15 فبراير 2021، تعرض سالم وزميله في فريق النجمة، محمود سبليني لحادث سيارة أثناء توجههما إلى التدريب، وعانوا فقط من كدمات قليلة.

## الإنجازات
النجمة
- كأس لبنان: 2021–22؛ الوصيف: 2020–21

## روابط خارجية
- محمد سالم على موقع أف آي لبنان (FA Lebanon)
- محمد سالم على فرق كرة القدم الوطنية.كوم
- محمد سالم  على سكروي